# Julio Andrada
Julio Andrada (Buenos Aires, Argentina; 1896-Buenos Aires; 1963) fue un actor cinematográfico de la época del nacimiento del cine argentino.

## Carrera
Aclamado actor de reparto argentino, Julio Andrada, se lució en decenas de interpretaciones dramáticas en la pantalla grande secundando a primeras figuras de la escena nacional como Olinda Bozán, Florén Delbene, Vicente Padula, Manolita Poli, Mary Clay, Ángel Boyano, Totón Podestá, Laura Nelson,  Arturo Sánchez, Eduardo Morera, entre muchos otros.
Trabajó bajo la dirección de eximios directores como Edmo Cominetti, Leopoldo Torres Ríos, Nelo Cosimi, Mario Gallo, Julio Irigoyen y Alejandro del Conte. 
En teatro actuó en la Compañía Femenina de Revistas Sintéticas Bernardino Terés junto con la primera vedette y actriz Alicia Vignoli. También trabajó en la Compañía Nacional de Comedias Antonio Trípalo-Francisco Barletta.

## Filmografía
- 1919: En buena ley.
- 1924: Buenos Aires bohemio.
- 1924: Los misterios del turf argentino.
- 1926: Bajo la mirada de Dios.[2]
- 1930: Corazón ante la ley.
- 1930: Defiende tu honor.
- 1931: El amanecer de una raza.
- 1932: La barra de Taponazo.
- 1939: Sombras de Buenos Aires.[3]